# بلا راحة (رواية)
بلا راحة (بالإنجليزية: Restless)‏ هي رواية جاسوسية للكاتب البريطاني ويليام بويد، نشرت عام 2006، عن دار نشر بلومزبري.